# Gewalt gegen Polizisten
Gewalt gegen Polizisten umfasst alle Formen von verbaler Gewalt bis hin zu Körperverletzung und Tötung. Statistisch erfasst wird jedoch nur die enger gefasste Gewaltkriminalität. Das Gegenteil ist die von Polizeivollzugsbeamten ausgehende Polizeigewalt.

## Zahlen zur Lage in Deutschland
Im Jahr 2019 wurden in der polizeilichen Kriminalstatistik 36.126 Fälle von Widerständen gegen und tätliche Angriffe auf Vollstreckungsbeamte und gleichstehende Personen erfasst; darunter waren 14.919 tätliche Angriffe. Von den 13.906 Tatverdächtigen bei den tätlichen Angriffen waren 11.486 männlich (82,6 Prozent).
In Deutschland wurden zwischen 2001 und 2013 fast 1000 Gewaltdelikte registriert, die rechtsextreme Täter gegen die Polizei und weitere Sicherheitsbehörden verübten, darunter Widerstand gegen Vollstreckungsbeamte, Landfriedensbruch und Körperverletzung. Demgegenüber kam es allein 2018 zu 625 linksextremistisch motivierten Gewalttaten gegen die Polizei/Sicherheitsbehörden, darunter 146 Körperverletzungen.
Die Gewerkschaft der Polizei meldete 2014, dass im Schnitt pro Tag 162 Beamte Opfer von Straftaten würden. Die Journalistin Friederike Haupt vermutete 2013 in der FAZ, dass diese Zahlen der Sicherung von Privilegien dienen sollen: „Die zwei wichtigsten finanziellen Privilegien von Polizisten sind aus der Gefährlichkeit ihres Berufs hergeleitet: die Polizeizulage und die freie Heilfürsorge … Je größer die Gefahr, desto sicherer die Privilegien. Dafür wird auch schon mal bei der Beweisführung getrickst.“
Seit 2009 fordert die Gewerkschaft der Polizei eine neue Strafrechtsnorm „§ 115 StGB – tätlicher Angriff auf einen Vollstreckungsbeamten“ zu schaffen.
Seit 2018 ist nun „Tätlicher Angriff auf Vollstreckungsbeamte und gleichstehende Personen §§ 114, 115 StGB“ in der deutschen Polizeiliche Kriminalstatistik erfasst. Von 2018 auf 2019 stiegen die hier erfassten Anzeigen von 11.704 auf 14.919 an. Einen tatsächlichen Anstieg von Gewalt gegenüber Polizisten lässt sich aus steigenden Fallzahlen nach §§ 114 nicht ableiten, da es diesen Paragraphen erst seit wenigen Jahren gibt.
Rafael Behr meint, die Zahlen der Statistik müssten nüchtern betrachtet werden. Nicht alles, was nach §§ 114 registriert wird, sei mit einer körperlichen Beschädigung verbunden. Außerdem nähme die Gewalt gegen Polizisten nicht in dem Maße zu, wie es Politik und Interessengruppen behaupten, die Vorteile von dieser Darstellung haben. Ein Herausstellen einer Gewaltzunahme gegen Polizisten läge im Interesse vor allem von Sicherheitspolitikern, um Anlass zu Investitionen in Sicherheitskräfte zu begründen, mit denen sie ihre eigene Handlungsfähigkeit darstellen können.

## Getötete deutsche Polizisten seit 1945
Besonders hohe mediale Aufmerksamkeit erhalten Fälle von Polizisten, die im Dienst getötet wurden. Von 1945 bis 2022 wurden mehr als 400 Polizisten im Dienst tödlich verletzt. Darunter fielen dem linksextremen Terror der Roten Armee Fraktion (RAF) 10 Polizisten zum Opfer.
| Datum              | Ort                                                 | Name                                | Hintergrund |
| ------------------ | --------------------------------------------------- | ----------------------------------- | --- |
| 4. November 1945   | Berlin                                              | Karl Heinrich (55)                  | In Sowjetischer Haft verstorben. |
| 3. Juni 1949       | Berlin                                              | Fritz Reimann (37)                  | Der Berliner Kriminalobersekretär wurde erschossen. |
| 25. Dezember 1952  | Berlin                                              | Herbert Bauer (27)                  | Westdeutscher Polizist, der an der Zonengrenze getötet wurde. |
| 17. August 1957    | Berlin                                              | Werner Stephan (40)                 | Getötet beim Entschärfen von Weltkriegsmunition. |
| 1. Februar 1961    |                                                     | Karl-Heinz Roth                     | Erschossen. |
| 5. August 1961     | Neuss                                               | Friedhelm Noeldechen (26)           | Bei einer Personenüberprüfung an einem Waldgebiet schoss der zu Kontrollierende auf die Polizeibeamten.                                                                               |
| 8. Februar 1964    | Karlsruhe                                           | Erwin Opitz                         | Erschossen von einem 16-jährigen Schüler. |
| 8. November 1965   | Remscheid                                           | Karl Sewing                         | Erschossen ohne erkennbare Gründe durch die Seitenscheibe seines Wagens. |
| 24. Februar 1966   |                                                     | Heinrich Brüggemann (46)            | Erschossen von Bruno Fabeyer. |
| 24. April 1968     | Hessen                                              | Christof Hubl (28)                  | Starb bei einem Verkehrsunfall. |
| 24. August 1968    | Heubach                                             | Franz Elbert                        | Erstochen durch gestellten flüchtigen Täter. |
| 8. Januar 1969     | Esslingen                                           | Klaus Scharfenort                   | Wurde von Waffendieb H. Stucke erschossen. |
| 4. Juli 1969       | Ludwigsburg                                         | Roland Wahl                         | Im Dienst erschossen nach einem Überfall. |
| 14. Dezember 1969  | Flammersfeld                                        | Rudolf Stoffel                      | Im Gebäude der Verbandsgemeindeverwaltung Flammersfeld ermordet. |
| 8. Januar 1970     |                                                     | Uwe Kraak (30)                      | Bei einer Verkehrskontrolle von einem mit falschem Führerschein fahrenden Mann erschossen.                                                                                            |
| 22. Oktober 1971   | Hamburg                                             | Norbert Schmid (33)                 | Erstes Mordopfer der RAF, erschossen bei einem Festnahmeversuch. |
| 22. Dezember 1971  | Kaiserslautern                                      | Herbert Schoner (32)                | Bei einem Banküberfall der RAF erschossen. |
| 9. Februar 1972    | Köln                                                | Hans-Dieter Lange                   | Erschossen bei Verkehrskontrolle. |
| 27. Februar 1972   |                                                     | Roland Luff (29)                    | Bei der Verfolgung eines flüchtigen italienischen Autofahrers von diesem erschossen.                                                                                                  |
| 22. März 1972      | Hamburg                                             | Hans Eckhardt                       | Bei einer RAF-Festnahme angeschossen und 20 Tage später an den Folgen verstorben. |
| 15. April 1972     | Schwalbach am Taunus                                | Karl-Heinz Storch                   | Im dienstlichen Einsatz in den frühen Morgenstunden erschossen. |
| 15. Juni 1972      | Oberhausen                                          | Hermann Schulte-Holthaus (58)       | Dreifacher Polizistenmord von Oberhausen |
| 15. Juni 1972      | Oberhausen                                          | Werner Karp (46)                    | Dreifacher Polizistenmord von Oberhausen |
| 15. Juni 1972      | Oberhausen                                          | Günther Olfen (26)                  | Dreifacher Polizistenmord von Oberhausen |
| 20. Juni 1972      |                                                     | Peter Schwarz                       | Im Dienst gestorben. |
| 21. Juli 1972      | Berlin                                              | Gerhard Lüdecke (34)                | Durch eine Wohnungstür in der Naumannstraße in Berlin-Schöneberg erschossen. |
| 6. September 1972  | München Flugplatz Fürstenfeldbruck                  | Anton Fliegerbauer (32)             | Erschossen bei dem Befreiungsversuch im Rahmen des Münchner Olympia-Attentat. |
| 29. September 1972 |                                                     | Johann Rottler (24)                 | Während einer Personenkontrolle von einem österreichischen Mann erschossen. |
| 29. September 1972 | Karl Tietze (50)                                    |                                     | Während einer Personenkontrolle von einem österreichischen Mann erschossen. |
| 12. Februar 1973   | Radevormwald (Nordrhein-Westfalen)                  | Manfred Tophoven                    | Bei dem Versuch einer Festnahme als Geisel genommen; beim Eingreifen der Polizei erschoss der Täter die Geisel.                                                                       |
| 18. April 1974     | Hamburg                                             | Uwe Faden (34)                      | Von einem Bankräuber erschossen. (siehe: Banküberfall in Hamburg am 18. April 1974)                                                                                                   |
| 30. Mai 1974       |                                                     | Helmut Knoch (59)                   | Von einem flüchtenden Bankräuber erschossen. |
| 6. März 1975       | Augsburg                                            | Bernd-Dieter Kraus (31)             | Nahe einer Autobahnraststätte beim Kontrollieren eines Autos erschossen. Der Täter Rudolf R. erschoss am 28. Oktober 2011, nach Verbüßen der Haftstrafe, einen weiteren Polizisten.   |
| 19. März 1975      |                                                     | Michael Hess                        | Bei einem Rauschgifteinsatz angeschossen und so schwer verletzt, dass er in der folgenden Nacht verstarb.                                                                             |
| 7. April 1975      |                                                     | Johannes Schauß (36)                | Ein Einbrecher hat beim Verlassen eines Geschäftes den Polizisten erschossen. Eine Straße in Köln wurde nach dem Polizisten benannt.                                                  |
| 9. Mai 1975        | Köln-Humboldt/Gremberg                              | Walter Pauli (22)                   | Polizistenmord im Umfeld der Bewegung 2. Juni. |
| 7. Mai 1976        | Sprendlingen (Hessen)                               | Fritz Sippel (22)                   | Bei einer RAF-Personenkontrolle erschossen. |
| 7. April 1977      | Neureut                                             | Georg Wurster (33)                  | Terroristen der RAF (Rote Armee Fraktion) einen Mordanschlag auf den Generalbundesanwalt Siegfried Buback. Der Polizist verstarb sechs Tage später.                                   |
| 21. Mai 1977       | Berlin                                              | Günter Ludszuweit (41)              | Erschossen. |
| 5. September 1977  | Köln                                                | Reinhold Brändle (41)               | Bei der Schleyer-Entführung durch die RAF erschossen. |
| 5. September 1977  | Köln                                                | Helmut Ulmer (24)                   | Bei der Schleyer-Entführung durch die RAF erschossen. |
| 5. September 1977  | Köln                                                | Roland Pieler (20)                  | Bei der Schleyer-Entführung durch die RAF erschossen. |
| 22. September 1977 | Utrecht (Niederlande)                               | Arie Kranenburg (46)                | Der niederländische Polizist wurde bei Festnahmeversuch von Knut Folkerts erschossen (RAF). 1)                                                                                        |
| 6. November 1977   | Stuttgart                                           | Peter Blaschke (21)                 | Erschossen von einem Autofahrer, dem man in der vorherigen Nacht den Führerschein abgenommen hatte.                                                                                   |
| 24. September 1978 | Dortmund                                            | Hans-Wilhelm Hansen (26)            | Bei dem Versuch der Festnahme von Angelika Speitel, Michael Knoll und Werner Lotze (RAF) erschossen.                                                                                  |
| 26. Januar 1979    | Minden                                              | Reinhold Obensiek (25)              | Im Rahmen einer Festnahme nach einem Gaststätteneinbruch von einem der beiden überraschten Täter getötet.                                                                             |
| 10. Juli 1979      | Arnsberg                                            | Bernd Korb (27)                     | Von einem belgischen Berufssoldaten erschossen. |
| 10. Juli 1979      | Arnsberg                                            | Michael Gödde (26)                  | Von einem belgischen Berufssoldaten erschossen. |
| 24. September 1979 | Hessen                                              | Harald Klass (24)                   | Wurde nach einem Einbruch von dem flüchtenden Täter in Offenbach erschossen. |
| 10. März 1980      | Bad Breisig (Rheinland-Pfalz)                       | Hubert Weger (38)                   | Beim Stellen eines Räubers getötet. |
| 15. April 1980     | Bergisch Gladbach                                   | Günter Müller                       | Erschossen bei einer Hausdurchsuchung. |
| 14. Januar 1981    | Leipzig                                             | Gerhard Gergaut (32)                | Polizistenmord von Leipzig im Rahmen eines Fluchtversuchs über die innerdeutsche Grenze.                                                                                              |
| 5. September 1981  |                                                     | Manfred Waßer                       | Wurden von einem Studenten durch eine geschlossene Tür erschossen. |
| 5. September 1981  | Michael Branzke                                     |                                     | Wurden von einem Studenten durch eine geschlossene Tür erschossen. |
| 28. Oktober 1981   | Berlin                                              | Gerhard Bley (49)                   | Überfall auf den Kassenboten der Trabrennbahn Mariendorf. Die Täter gaben gezielte Schüsse auf den Polizisten ab. Verstarb am 9. Dezember 1981.                                       |
| 29. Juni 1986      | Hessen                                              | Rainer Best (43)                    | Verkehrsunfall, von anderem Fahrer frontal gerammt. |
| 29. Juni 1986      | Hessen                                              | Bernd Heger (30)                    | Verkehrsunfall, von anderem Fahrer frontal gerammt. |
| 2. Oktober 1986    | Berlin                                              | Udo Hütter (24)                     | Erschossen. |
| 2. November 1987   | Frankfurt                                           | Klaus Eichhöfer (43)                | Die Tötungsdelikte an der Startbahn West sind die bislang einzigen tödlichen Angriffe auf Polizeibeamte während einer Demonstration in der Geschichte der Bundesrepublik Deutschland. |
| 2. November 1987   | Frankfurt                                           | Thorsten Schwalm (23)               | Die Tötungsdelikte an der Startbahn West sind die bislang einzigen tödlichen Angriffe auf Polizeibeamte während einer Demonstration in der Geschichte der Bundesrepublik Deutschland. |
| 30. November 1988  | Hamburg                                             | Jürgen Meyer (35)                   | Erstochen. |
| 8. August 1989     | Stuttgart                                           | Harald Poppe (27)                   | Zweifacher Polizistenmord auf der Gaisburger Brücke. |
| 8. August 1989     | Stuttgart                                           | Peter Quast (28)                    | Zweifacher Polizistenmord auf der Gaisburger Brücke. |
| 12. Oktober 1990   | Berlin Alt-Moabit                                   | Andreas Weber (29)                  | Durch Messerstiche am Vortag tödlich verletzt, als er versuchte, einen Familienstreit zu schlichten. Der Täter beging Suizid.                                                         |
| 12. Oktober 1991   | Solling                                             | Andreas Wilkending                  | Zweifacher Polizistenmord von Holzminden. |
| 12. Oktober 1991   | Solling                                             | Jörg Lorkowski                      | Zweifacher Polizistenmord von Holzminden. |
| 12. März 1991      | Berlin-Westend                                      | Winfried Krüger (50)                | Mit einer Maschinenpistole vor dem Türkischen Generalkonsulat erschossen. Der Täter erhielt zwölf Jahre Haft. Eine Straße wurde nach Krüger benannt.                                  |
| 11. Januar 1993    | Essen                                               | Adalbert Bach (34)                  | Wurde bei der Fahndung nach einem Tankstellenüberfall erschossen. Der Sitz der Kreispolizeibehörde Mettmann befindet sich heute am Adalbert-Bach-Platz 1.                             |
| 27. Juni 1993      | Bad Kleinen (Mecklenburg-Vorpommern)                | Michael Newrzella (25)              | Beim GSG-9-Einsatz in Bad Kleinen von dem RAF-Terroristen Wolfgang Grams erschossen.                                                                                                  |
| 22. Januar 1995    | München                                             | Markus Jobst                        | Erschossen. |
| 4. April 1995      | Selfkant-Süsterseel                                 | Norbert Domnick (55)                | Nach einem Banküberfall bei einem Schusswechsel erschossen. |
| 20. August 1995    | Potsdam                                             | Martin Heinze (46)                  | Wurde von einem Fahrraddieb erstochen. |
| 20. September 1995 | Benzingerode                                        | Uwe Pudritzke (38)                  | Wurde bei dem Versuch, ein Fahrzeug mit der roten Kelle zu stoppen, überfahren und getötet.                                                                                           |
| 8. Mai 1996        | Berlin                                              | Volker Reitz (34)                   | Bei einer Verkehrskontrolle von einem im Vollrausch befindlichen Autofahrer erschossen. Dieser erhielt sieben Jahre Haft.                                                             |
| 16. August 1996    | Hamburg-Bergedorf                                   | Matthias Schipplick (34)            | Erschossen von einem Autofahrer, der ohne Papiere aufgegriffen wurde. |
| 15. September 1996 | Neumarkt (Bayern)                                   | Bernhard Walter (43)                | Wurde in einer Gaststätte erschossen. |
| 23. Februar 1997   | Schleswig-Holstein                                  | Stefan Grage (34)                   | Der Berliner Neonazi Kay Diesner erschoss den Polizisten, um sich seiner Verhaftung zu entziehen.                                                                                     |
| 19. Dezember 1997  | Egelsbach (Hessen)                                  | Heinz-Peter Braun (36)              | Bei der Schlichtung eines Familienstreits erschossen. |
| 11. Dezember 1998  | Mannheim (Baden-Württemberg)                        | Markus Paul (31)                    | Einbrecher in einen Supermarkt tötet eintreffenden Polizisten. |
| 24. April 1999     | Solingen                                            | Horst Fiedler (45)                  | Von einem 49-jährigen Drogenhändler erschossen. |
| 1. August 1999     | Hagen                                               | Michael Erkelenz (37)               | Erschossen. |
| 18. Januar 2000    | Bad Hersfeld (Hessen)                               | Günter Knöpfel (41)                 | im Rahmen einer Geschwindigkeitskontrolle auf der Autobahn |
| 28. Januar 2000    |                                                     | Berthold Schlotzhauer (46)          | Bei der Schlichtung eines Beziehungsstreits erschossen. |
| 27. Februar 2000   | Remscheid (Nordrhein-Westfalen)                     | Kirsten Späinghaus-Flick (26)       | Als sie zur Schlichtung eines Ehestreits zur besagten Wohnung kam, wurde sie erstochen.                                                                                               |
| 14. Juni 2000      | Dortmund und Waltrop                                | Thomas Goretzky (36)                | Polizistenmorde von Dortmund und Waltrop: Der Rechtsextremist Michael Berger erschoss, als er in eine Polizeikontrolle geriet, drei Polizisten.                                       |
| 14. Juni 2000      | Dortmund und Waltrop                                | Yvonne Hachtkemper (34)             | Polizistenmorde von Dortmund und Waltrop: Der Rechtsextremist Michael Berger erschoss, als er in eine Polizeikontrolle geriet, drei Polizisten.                                       |
| 14. Juni 2000      | Dortmund und Waltrop                                | Matthias Larisch von Woitowitz (35) | Polizistenmorde von Dortmund und Waltrop: Der Rechtsextremist Michael Berger erschoss, als er in eine Polizeikontrolle geriet, drei Polizisten.                                       |
| 22. Juni 2000      | Niederwalluf (Hessen)                               | Ingo Grebert (32)                   | Bei einer Ausweiskontrolle eines 25-jährigen erschossen. |
| 12. Oktober 2000   | Bubenreuth (Bayern)                                 | Christian „Toni“ Trautner(31)       | Der Täter war aus einer psychiatrischen Klinik geflohen. |
| 26. April 2002     | Erfurt                                              | Andreas Gorski (41)                 | Bei dem Amoklauf von Erfurt wurde neben 15 weiteren Personen auch ein Polizist erschossen.                                                                                            |
| 28. Juli 2002      | Bonn                                                | Gerd Höllige (40)                   | Bei der Ankunft zu einem gemeldeten Hausfriedensbruch wird einem Polizisten die Waffe entwendet; der Polizist wird mit dieser Waffe getötet.                                          |
| 23. April 2003     | Berlin Rollbergsiedlung                             | Roland Krüger (36)                  | Bei einer Hausdurchsuchung durch das SEK von einem Mitglied einer libanesischen Großfamilie erschossen. Der Täter erhielt eine lebenslange Freiheitsstrafe.                           |
| 21. März 2006      | Volkspark Hasenheide                                | Uwe Lieschied (42)                  | Erschossen am 17. März 2006, als Teil einer Zivilstreife, die zwei mutmaßliche Diebe festnehmen wollte. In Berlin-Neukölln wurde im Februar 2020 eine Straße nach ihm benannt.        |
| 25. April 2007     | Heilbronn                                           | Michèle Kiesewetter (22)            | Polizistenmord von Heilbronn, mutmaßlich zur Waffenbeschaffung verübt vom rechtsterroristischen NSU.                                                                                  |
| 15. August 2007    | Kabul                                               | Jörg Ringel                         | Auf der Fahrt zu einem Schießtraining durch eine Sprengladung getötet. |
| 15. August 2007    | Kabul                                               | Mario Keller                        | Auf der Fahrt zu einem Schießtraining durch eine Sprengladung getötet. |
| 15. August 2007    | Kabul                                               | Alexander Stephan Stoffels          | Auf der Fahrt zu einem Schießtraining durch eine Sprengladung getötet. |
| 12. Juni 2009      | Hessen                                              | Michael Roque (31)                  | Wurde bei einer Verkehrsunfallaufnahme von einem Fahrzeug erfasst. |
| 23. November 2009  | Lauchhammer (Brandenburg)                           | Steffen Meyer (46)                  | Erstochen: Der Polizist war nicht im Dienst. Der Täter konnte bisher nicht gefasst werden.                                                                                            |
| 17. März 2010      | Anhausen (Rheinland-Pfalz)                          | Manuel Kopper (42)                  | Ein Mitglied der Rockerbande Hells Angels schießt durch eine Tür. Täter wird aufgrund Notwehr freigesprochen.                                                                         |
| 28. Oktober 2011   | Augsburg                                            | Mathias Vieth (41)                  | Polizistenmord in Augsburg 2011 |
| 23. Juli 2014      | Bischofsheim                                        | Wilfried P. (50)                    | Polizist erschossen. |
| 24. Dezember 2015  | Herborn                                             | Christop Rehm (46)                  | Alkoholisierter Bahnreisender erstach einen Polizisten. |
| 20. Oktober 2016   | Georgensgmünd (Bayern)                              | Daniel Ernst (32)                   | Polizistenmord in Georgensgmünd 2016: Ein Anhänger der Reichsbürgerbewegung erschoss einen SEK-Beamten im Rahmen einer Hausdurchsuchung.                                              |
| 28. Februar 2017   | Oegeln (Brandenburg)                                | Torsten Krautz                      | Zwei Polizisten von einem 24-jährigen überfahren bei dem Versuch, einem Nagelbrett auszuweichen.                                                                                      |
| 28. Februar 2017   | Oegeln (Brandenburg)                                | Torsten Paul                        | Zwei Polizisten von einem 24-jährigen überfahren bei dem Versuch, einem Nagelbrett auszuweichen.                                                                                      |
| 27. Dezember 2017  | Viersen (Nordrhein-Westfalen)                       | Yvonne Nienhaus (23)                | Auf der A61 durch einen alkoholisierten LKW-Fahrer überfahren, der im Anschluss zu 2 Jahren und 10 Monaten Haft verurteilt wurde.                                                     |
| 4. März 2020       | Hamburg                                             | Klaus-Ulrich Hütter                 | Wurde vor dem Hamburger Landeskriminalamt am 25. Februar 2020 von einem Auto gerammt.                                                                                                 |
| 29. April 2020     | Gelsenkirchen                                       | Simon Gudorf (28)                   | Wurde bei einem SEK-Einsatz in einem Schusswechsel tödlich verletzt. |
| 31. Januar 2022    | Rheinland-Pfalz                                     | Yasmin Bux (24)                     | Durch zwei in eine Polizeikontrolle geratene Wilderer erschossen. Siehe auch: Ermordung zweier Polizisten im Landkreis Kusel                                                          |
| 31. Januar 2022    | Rheinland-Pfalz                                     | Alexander Klos (29)                 | Durch zwei in eine Polizeikontrolle geratene Wilderer erschossen. Siehe auch: Ermordung zweier Polizisten im Landkreis Kusel                                                          |
| 2. Juni 2024       | Mannheim                                            | Rouven Laur (29)                    | Beim Messerangriff in Mannheim am 31. Mai 2024 schwer verletzt und am 2. Juni 2024 verstorben.                                                                                        |
| 7. Januar 2025     | Lauchhammer Oberspreewald-Lausitz Bockwitzer Straße | Maximilian Stoppa (32)              | Einsatzmaßnahmen im Zusammenhang mit vermutetem Kfz-Diebstahl |

## Getötete österreichische Polizisten seit 1945
| Datum             | Ort          | Name              | Hintergrund                  |
| ----------------- | ------------ | ----------------- | ---------------------------- |
| 8. Mai 1945       | Linz         | Franz Richler     | Polizistenmorde in Linz 1945 |
| 8. Mai 1945       | Linz         | Josef Brunnbauer  | Polizistenmorde in Linz 1945 |
| 8. Mai 1945       | Linz         | Rupert Hammer     | Polizistenmorde in Linz 1945 |
| 8. Mai 1945       | Linz         | Adalbert Hofmann  | Polizistenmorde in Linz 1945 |
| 8. Mai 1945       | Linz         | Josef Aumüller    | Polizistenmorde in Linz 1945 |
| 8. Mai 1945       | Linz         | Johann Fuchs      | Polizistenmorde in Linz 1945 |
| 8. Mai 1945       | Linz         | Franz Lobner      | Polizistenmorde in Linz 1945 |
| 8. Mai 1945       | Linz         | Josef Riener      | Polizistenmorde in Linz 1945 |
| 14. Juni 1993     | Wien Döbling | Polizist (25)     | Banküberfall                 |
| 7. September 2013 | Annaberg     | Roman Baumgartner | Mehrfachmord in Annaberg     |
| 7. September 2013 | Annaberg     | Johann Ecker      | Mehrfachmord in Annaberg     |
| 7. September 2013 | Annaberg     | Manfred Daurer    | Mehrfachmord in Annaberg     |
| 5. Juli 2016      | Wien         | Polizist (23)     | Supermarkt Überfall          |